# Варнике, Хайке
Хайке Варнике-Шаллинг (нем. Heike Warnicke-Schalling, урождённая Шаллинг, нем. Schalling; род. 1 июня 1966 года в ГДР) — немецкая конькобежка, двукратный серебряный призёр зимних Олимпийских игр 1992 года, серебряный и бронзовый призёр чемпионата мира, 2-кратный серебряный и 2-кратный бронзовый призёр чемпионата Европы. Выступала за клуб "Eissportclub Erfurt e.V.".

## Биография
Хайке Шаллинг родилась в Веймаре, где и начала кататься на роликах и на коньках в возрасте 9 лет в клубе "BSG Motor Weimar". С 1980 года выступала за Эрфуртский клуб "SC Turbine Erfurt" (с 1989 года "Eissportclub Erfurt").
В 1990 году завоевала бронзовую медаль на Чемпионате Европы по конькобежному спорту. В 1991 году заняла второе место на Чемпионате мира по конькобежному спорту в классическом многоборье и Чемпионате Европы по конькобежному спорту, уступив своей соотечественнице Гунде Ниман. 
В 1992 году на зимних Олимпийских играх завоевала серебряные медали на дистанциях 3000 и 5000 м, оба раза вновь уступив Ниман. Также заняла 8 место на дистанции 1500 м. На домашнем Чемпионате мира 1993 года заняла третье место. Принимала участие в зимних Олимпийских играх 1994 и 1998 годов, однако не заняла призовых мест. 8 раз была чемпионкой Германии.

## Личная жизнь и семья
В дальнейшем работала в Веймаре в сфере связей с общественностью. Была удостоена высшей спортивной награды Германии Серебряного лаврового листа. Хайке дважды была замужем. В 1999 году Варнике эмигрировала в Калифорнию, США, вместе со своим вторым мужем Джорджем Синаки, специалистом по компьютерам, от которого у неё родилась дочь Киана.